# Muíños
Muíños è un comune spagnolo di 2 015 abitanti situato nella comunità autonoma della Galizia.